# Australian Rugby Championship
L'Australian Rugby Championship, noto per esigenze di sponsorizzazione anche come Mazda Australian Rugby Championship, fu un campionato nazionale professionistico di rugby a 15 che si tenne in Australia per una sola stagione.
Istituito nel 2007 dalla Australian Rugby Union con lo scopo di creare un campionato intermedio tra i vari tornei organizzati dalle Federazioni dei singoli Stati e il Super Rugby, competizione interconfederale riservata alle allora quattro franchise rappresentanti l'Australia in tale competizione, esso vide nella sua stagione inaugurale (e, a posteriori, l'unica) otto squadre, tre delle quali provenienti dal Nuovo Galles del Sud, due dal Queensland e una ciascuna dal Territorio della Capitale, dall'Australia Occidentale e dallo Stato di Victoria.
La prima edizione del torneo si tenne da metà agosto a metà ottobre 2007 in concomitanza con la Coppa del Mondo in programma in Francia, e vide vincitrice la squadra del Nuovo Galles del Sud dei Central Coast Rays.
A causa di perdite finanziarie di circa 4,7 milioni di dollari australiani (circa 3,7 milioni di euro) dopo tale prima edizione, e una previsione di perdita di circa altri 3,3 milioni nella stagione successiva, la Federazione ne decise la soppressione già nel dicembre 2007.

## Storia
La maggiore competizione di club in Australia, fin dall'avvento del professionismo nel rugby a 15, è il Super Rugby, istituito nel 1996 come Super 12 e divenuto nel 2004 Super 14 dal numero delle squadre che vi prendevano parte; tale torneo, organizzato dal SANZAR, organismo costituito dalle federazioni australiana, neozelandese e sudafricana, è riservato alle franchise, ovvero squadre espressione delle federazioni provinciali o statali dei tre Paesi, cui afferiscono i vari club della giurisdizione delle varie federazioni.
L'Australia all'epoca era presente nel Super Rugby con quattro franchise, espressione dell'Australia Occidentale (Western Force), Nuovo Galles del Sud (Waratahs), Queensland (Reds) e Territorio della capitale (Brumbies).
Al di sotto di tale competizione figuravano tornei di ambito statale (come per esempio la Queensland Premier Rugby oppure lo Shute Shield, campionato dell'area di Sydney).
Non esisteva, dunque, un campionato nazionale australiano.
Fu tentata nel 2006 l'istituzione di un torneo nazionale, riservato alle quattro franchise australiane di Super Rugby, l'Australian Provincial Championship, vinta dai Brumbies, ma già da prima dell'inizio di detta competizione se ne decise la soppressione al termine della prima edizione, per istituire un torneo su base nazionale per la stagione successiva.
Alla fine del 2006 la Federazione propose un campionato inizialmente riservato a otto squadre da scegliersi tra cinque federazioni statali (le quattro delle franchise del Super Rugby più quella dello Stato di Victoria), da disputarsi l'anno successivo durante la primavera australe (da agosto a ottobre); la prima edizione sarebbe stata priva dei giocatori internazionali presenti alla Coppa del Mondo di rugby 2007, ma il torneo, di rango affine alla Currie Cup sudafricana e al National Provincial Championship neozelandese, avrebbe dovuto servire come palestra per i giocatori che dovevano effettuare il passaggio dal rugby provinciale a quello delle franchise ed eventualmente alla Nazionale, onde colmare il gap esistente tra il rugby provinciale e quello interconfederale.
Il torneo fu presentato nel luglio 2007, ma l'accoglienza riservatagli non fu entusiasta, la critica maggiore basandosi sul fatto che, essendo in quel periodo tutto il rugby professionistico australiano in cattive acque (con due club, gli Waratahs e i Reds terminati agli ultimi due posti del Super 14 2007 e gli Wallabies provenienti da una delle loro peggiori stagioni), non sarebbe stata una competizione composta da giocatori di seconda scelta lasciati liberi dalle franchise a risollevare l'interesse verso la disciplina.
La federazione del Nuovo Galles del Sud fu presente al torneo con tre squadre, due da Sydney (i Fleet e i Rams) e una da Gosford (i Central Coast Rays); il Queensland fu rappresentato da due squadre di Brisbane, i Ballymore Tornadoes e gli East Coast Aces; una squadra venne da Canberra, i Vikings, una dall'Australia Occidentale, i Perth Spirit, e anche lo Stato di Victoria fu presente con una sua rappresentante, i Melbourne Rebels.
Il tesseramento era libero, quindi non vi erano vincoli territoriali, per cui una squadra di un determinato Stato poteva ingaggiare un giocatore proveniente dalla Federazione di un altro Stato.
Fu deciso di applicare, in via sperimentale, le nuove modifiche al gioco, alcune delle quali furono due anni dopo introdotte in via definitiva nel regolamento dall'IRB.

### L'unica edizione
Nel fine settimana tra il 10 e il 12 agosto 2007 si disputarono i primi incontri della stagione regolare del torneo.
Nel corso della prima fase la squadra che realizzò il maggior numero di vittorie, 6 su 8 incontri, fu il Perth Spirit che presentò anche la miglior difesa, avendo subito solo 138 punti, ma che tuttavia terminò terza per via dell'unico punto di bonus al suo attivo; i Melbourne Rebels si qualificarono per le semifinali pur figurando penultimi tra le squadre realizzatrici, con 170 punti all'attivo (peggio di loro solo i Sydney Fleet, che ne realizzarono 163), e presentando la terza peggior differenza punti del torneo (-36, migliore solo dei Ballymore Tornadoes con -49 e dei Sydney Fleet con -180).
Nella semifinale, tuttavia, furono proprio i Rebels, espressione dell'unico Stato all'epoca ancora fuori dal Super Rugby, a sconfiggere a Sydney i Rams vincitori della stagione regolare e a giungere alla finale, disputata a Gosford contro i Central Coast Rays; questi ultimi si imposero nell'incontro decisivo per 20-12 e si aggiudicarono il titolo.

### La cancellazione del torneo
La copertura televisiva del torneo fu assicurata in chiaro dall'ABC; la scarsa affluenza durante gli incontri, con picchi mai superiori a poco più di 5 000 presenze e un pubblico complessivo, in tutta la fase finale, di poco più di 5 500 spettatori, tuttavia, fu un fattore negativo che, unito al passivo di gestione di poco più di 4 700 000 dollari australiani (circa 3 700 000 €), spinsero nel dicembre 2007 la Federazione a sopprimere il torneo; tra le altre motivazioni addotte per la chiusura, la considerazione che nel 2008 vi sarebbe stato un ulteriore passivo di circa 3 300 000 dollari, per un totale di 8 milioni in due stagioni, definito «amministrativamente irresponsabile» dal presidente dell'Australian Rugby Union Matt Carroll.
La decisione della Federazione non fu, tuttavia, esente da critiche; nonostante, come detto, lo scetticismo iniziale con cui il torneo fu accolto, giocatori e allenatori erano generalmente ben disposti verso tale campionato; Matt Cockbain, ex Wallaby campione del mondo nel 1999 e giocatore-allenatore in seconda dei Melbourne Rebels, aveva suggerito, alla fine del torneo, di rivedere la formula e di prevedere incontri di andata e ritorno come in Currie Cup nonché di impiegare i giocatori della Nazionale, che nell'edizione appena conclusa non avevano potuto essere utilizzati in quanto in Francia a disputare la Coppa del Mondo di rugby 2007; gradimento per il torneo fu espresso anche da un altro nazionale australiano, Adam Ashley-Cooper, che sostenne, in ciò appoggiato anche dall'allenatore dei Rebels Bill Millard, che l'inserimento nelle squadre dei giocatori della Nazionale avrebbe incrementato il livello tecnico della competizione e lo spettacolo complessivo; più in generale, tecnici e giocatori sostennero che il pubblico stava gradualmente prendendo confidenza al torneo e alle regole sperimentali del gioco in esso praticate, e che quindi sarebbe stato opportuno continuare a disputarlo al fine di permettere agli spettatori di familiarizzare con il nuovo tipo di gioco e con le squadre in campo.
Quando il torneo fu poi effettivamente soppresso, l'associazione dei rugbisti australiani definì, per bocca del suo portavoce Tony Dempsey, «troppo affrettata» la decisione.
Dempsey sostenne che, pur convenendo sul fatto che la Federazione dovesse comportarsi in modo amministrativamente responsabile, vi erano diverse aree di competenza nelle quali si potevano razionalizzare le spese per poter reperire i fondi al fine di disputare un'altra edizione del torneo, e che, visto che prima dell'agosto successivo non si sarebbe disputato il torneo, ci sarebbe stato il tempo sufficiente per valutare attentamente la questione.
Dempsey lamentò anche il fatto che il parere favorevole dei giocatori fosse stato ignorato: a parte i citati, si erano espressi a favore anche altri grossi nomi del rugby australiano come Adam Freier il quale, alla notizia della cancellazione dell'Australian Rugby Championship, sostenne che era stata tolta ai giovani emergenti una grossa occasione di mettersi in luce in vista di un futuro impiego nel Super Rugby e nella Nazionale, e che se la perdita economica era facilmente misurabile, quella in termini di sviluppo dei giocatori era difficile da calcolare.
Anche David Croft, capitano dei Reds e ingaggiato nell'ARC dai Melbourne Rebels, lamentò la perdita di «importanti beneficî» a lungo termine, non quantificabili in un bilancio economico, come per esempio la costruzione di uno spirito di squadra e la formazione di una cultura sportiva che ritenne «ingiusto cancellare così facilmente».
Il responsabile della federazione rugbistica del Nuovo Galles del Sud definì la decisione «triste ma inevitabile», mentre il suo collega della federazione dell'Australia Occidentale si disse speranzoso che l'idea di un campionato nazionale non fosse messa da parte: «lo vogliono i giocatori, lo vogliono gli appassionati e ne ha bisogno il rugby australiano».
Lo stesso John Connolly, all'epoca C.T. degli Wallabies, aveva accolto con entusiasmo l'istituzione di tale campionato, capace a suo dire di dare una vetrina importante a potenziali talenti, e non mancò di criticare ferocemente la soppressione dello stesso, come parte di una sua polemica più ampia contro la Federazione; ancora due anni più tardi, la chiusura dell'Australian Rugby Championship fu definita «una disgrazia» da addebitare al responsabile amministrativo dell'Australian Rugby Union John O'Neill, citato anche come responsabile per le scarse performance del rugby australiano prima e dopo la Coppa del Mondo di rugby 2007.
Come eredità del torneo soppresso, quando nel 2009 fu deciso di designare Melbourne come sede della quinta squadra australiana in aggiunta alle quattro che disputavano l'allora Super 14 a partire dal 2011, la nuova franchise assunse il nome di Melbourne Rebels in omaggio alla squadra che giunse alla finale dell'Australian Rugby Championship nel 2007.

## Il torneo

### Formato
Il torneo prevedeva una stagione regolare, in cui tutte le otto squadre si dovessero incontrare tra di esse in gare di sola andata, e che ogni squadra disputasse otto incontri: l'ottavo e ultimo turno fu la ripetizione della prima giornata a campi invertiti.
Il punteggio adottato fu quello del Super Rugby, ovvero quattro punti per la vittoria, due per il pareggio e nessuno per la sconfitta, più un bonus di un punto per la perdente con uno scarto uguale o inferiore a 7 punti e un ulteriore bonus di un punto per le squadre che in un singolo incontro marcassero almeno 4 mete.
Al termine della stagione regolare le prime quattro squadre disputavano le semifinali in gara unica, con la prima e la seconda classificata che ricevevano in casa rispettivamente la quarta e la terza classificata; le vincenti della semifinale avrebbero disputato la finale in gara unica in casa della miglior classificata nella stagione regolare.

### Squadre partecipanti
- Ballymore Tornadoes (Brisbane, Queensland)
- Canberra Vikings (Territorio della Capitale Australiana)
- C.C. Rays (Gosford, Nuovo Galles del Sud)
- East Coast Aces (Brisbane)
- Melbourne Rebels (Victoria)
- Perth Spirit (Australia Occidentale)
- Sydney Fleet (Nuovo Galles del Sud)
- West. Sydney Rams (Nuovo Galles del Sud)

### Stagione regolare
|           | 1ª giornata      |       |
| --------- | ---------------- | ----- |
| 10-8-2007 | Fleet - Rays     | 25-19 |
| 10-8-2007 | Spirit - Rams    | 21-13 |
| 11-8-2007 | Vikings - Rebels | 27-32 |
| 12-8-2007 | Aces - Tornadoes | 27-21 |
|           |                  |       |

|           | 4ª giornata      |       |
| --------- | ---------------- | ----- |
| 31-8-2007 | Rebels - Fleet   | 39-20 |
| 1-9-2007  | Rams - Tornadoes | 25-7  |
| 2-9-2007  | Aces - Vikings   | 35-34 |
| 2-9-2007  | Rays - Spirit    | 19-31 |
|           |                  |       |

|           | 7ª giornata        |       |
| --------- | ------------------ | ----- |
| 22-9-2007 | Rams - Vikings     | 51-17 |
| 22-9-2007 | Rebels - Rays      | 7-55  |
| 23-9-2007 | Fleet - Aces       | 40-7  |
| 23-9-2007 | Tornadoes - Spirit | 17-21 |

|           | 2ª giornata       |       |
| --------- | ----------------- | ----- |
| 17-8-2007 | Spirit - Vikings  | 8-17  |
| 18-8-2007 | Rays - Rams       | 30-39 |
| 18-8-2007 | Rebels - Aces     | 34-24 |
| 19-8-2007 | Tornadoes - Fleet | 26-20 |
|           |                   |       |

|          | 5ª giornata      |       |
| -------- | ---------------- | ----- |
| 7-9-2007 | Rays - Tornadoes | 29-10 |
| 8-9-2007 | Spirit - Rebels  | 24-3  |
| 9-9-2007 | Aces - Rams      | 20-44 |
| 9-9-2007 | Vikings - Fleet  | 56-29 |
|          |                  |       |

|           | 8ª giornata      |       |
| --------- | ---------------- | ----- |
| 29-9-2007 | Rams - Spirit    | 19-20 |
| 29-9-2007 | Tornadoes - Aces | 66-20 |
| 30-9-2007 | Rays - Fleet     | 55-19 |
| 30-9-2007 | Rebels - Vikings | 11-0  |

|           | 3ª giornata         |       |
| --------- | ------------------- | ----- |
| 25-8-2007 | Fleet - Spirit      | 35-25 |
| 26-8-2007 | Aces - Rays         | 15-44 |
| 26-8-2007 | Rams - Rebels       | 31-10 |
| 26-8-2007 | Vikings - Tornadoes | 53-8  |
|           |                     |       |

|           | 6ª giornata        |       |
| --------- | ------------------ | ----- |
| 15-9-2007 | Fleet - Rams       | 24-17 |
| 15-9-2007 | Spirit - Aces      | 60-15 |
| 16-9-2007 | Tornadoes - Rebels | 25-34 |
| 16-9-2007 | Vikings - Rays     | 13-17 |

#### Classifica
|  |    | Squadra             | G | V | N | P | PF  | PS  | B | Pt |
|  | -- | ------------------- | - | - | - | - | --- | --- | - | -- |
|  | 1. | West. Sydney Rams   | 8 | 5 | 0 | 3 | 239 | 149 | 7 | 27 |
|  | 2. | C.C. Rays           | 8 | 5 | 0 | 3 | 268 | 159 | 6 | 26 |
|  | 3. | Perth Spirit        | 8 | 6 | 0 | 2 | 210 | 138 | 1 | 25 |
|  | 4. | Melbourne Rebels    | 8 | 5 | 0 | 3 | 170 | 206 | 4 | 24 |
|  | 5. | Sydney Fleet        | 8 | 4 | 0 | 4 | 212 | 244 | 4 | 20 |
|  | 6. | Canberra Vikings    | 8 | 3 | 0 | 5 | 217 | 191 | 7 | 19 |
|  | 7. | Ballymore Tornadoes | 8 | 2 | 0 | 6 | 180 | 229 | 3 | 11 |
|  | 8. | East Coast Aces     | 8 | 2 | 0 | 6 | 163 | 343 | 3 | 11 |

### Semifinali
| Arbitro: | James Leckie (Sydney) |

|                              |      |                  |
| Hewat, Jacobs, Norton-Knight | mt   | Timani           |
| Hewat 3                      | tr   | McLean           |
| Hewat 2                      | c.p. | Daruda, McLean 3 |

| Sydney 7 ottobre 2007                                  | West. Sydney Rams | 3 – 23               | Melbourne Rebels | Parramatta Stadium (1 512 spett.) |
| mt Stanford, Lew, Ioane tr Farrer Martin c.p. Farrer 2 |                   |                      |                  |                                   |
|                                                        |                   |                      |                  |                                   |
|                                                        | mt                | Stanford, Lew, Ioane |                  |                                   |
|                                                        | tr                | Farrer               |                  |                                   |
| Martin                                                 | c.p.              | Farrer 2             |                  |                                   |

### Finale
| Arbitro: | Matt Goddard (Sydney) |

|                 |      |               |
| Robinson, Hewat | mt   | Hanson, Croft |
| Hewat 2         | tr   | Farrer        |
| Hewat 3         | c.p. |               |